# Chrysopia
Chrysopia é um género botânico pertencente à família Clusiaceae.

## Espécies
- Chrysopia fasciculata
- Chrysopia gymnoclada
- Chrysopia macrophylla
- Chrysopia microphylla
- Chrysopia urophylla
- Chrysopia verrucosa